# Ojos cariñosos

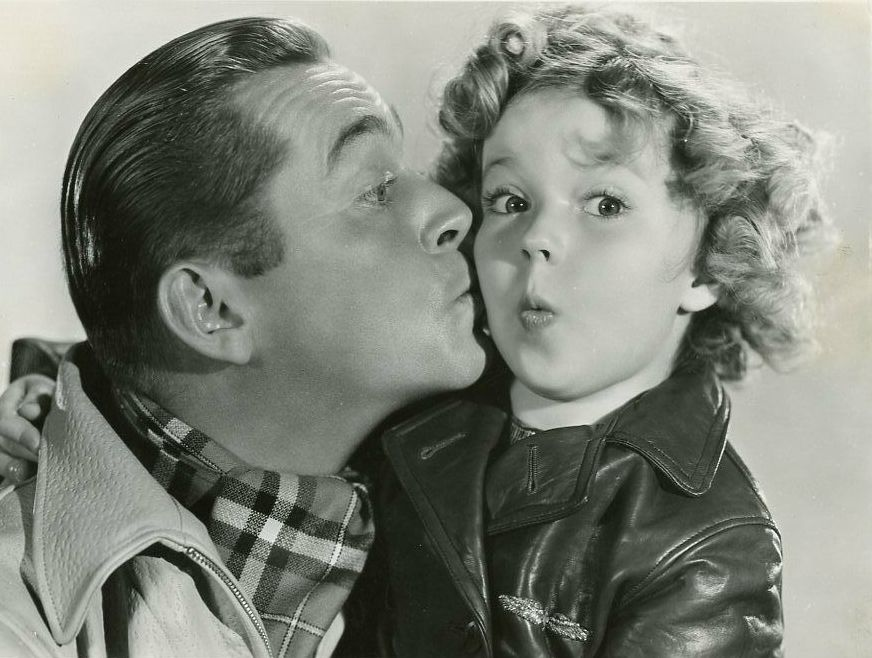
Otra foto publicitaria de Dunn y Temple.

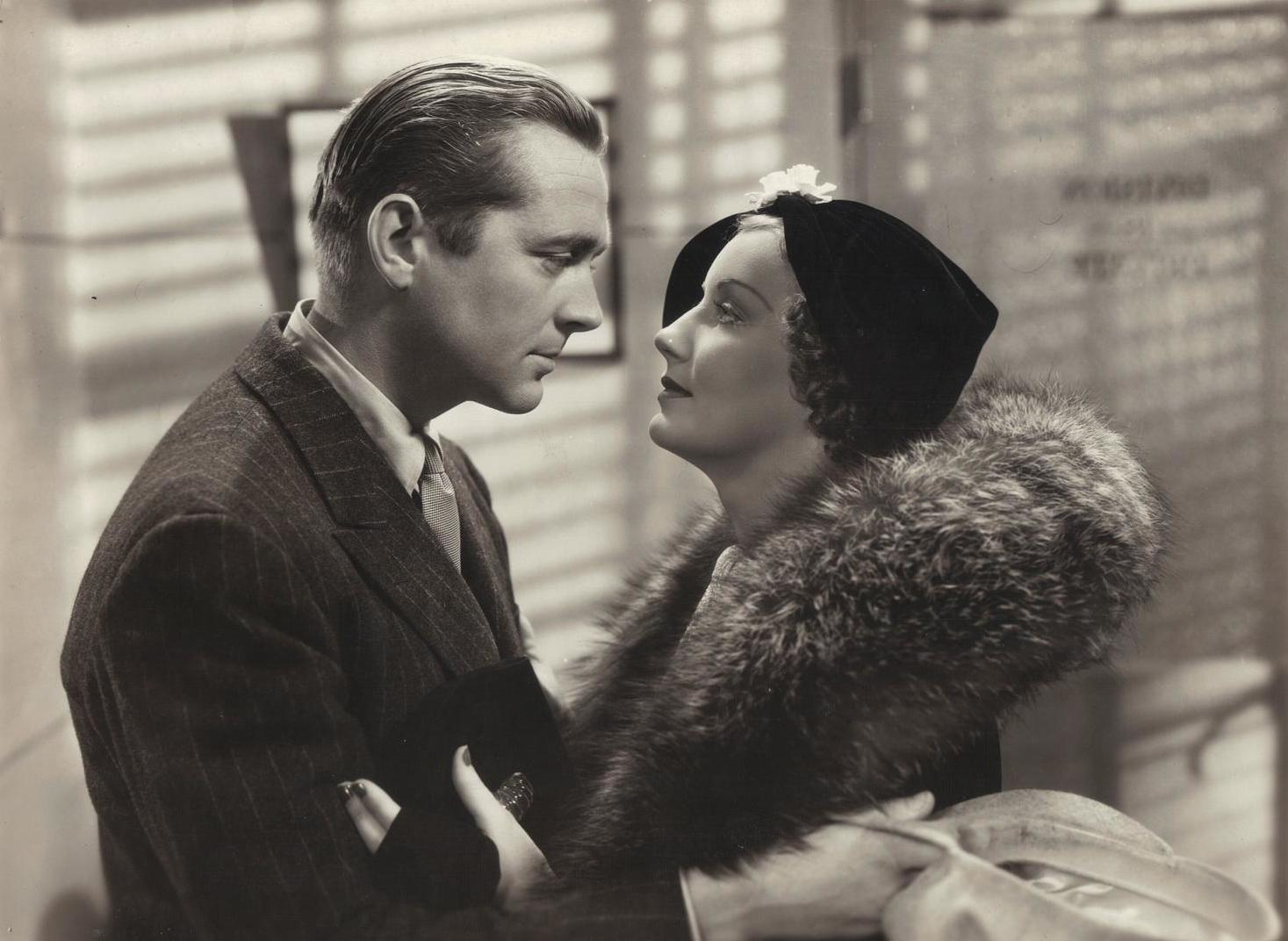
Foto de prensa de Dunn y Judith Allen.

Ojos cariñosos (en inglés: Bright Eyes) es una película de comedia dramática estadounidense de 1934 dirigida por David Butler. El guion de William Conselman se basa en una historia de David Butler y Edwin J. Burke.

## Sinopsis
La niña Shirley Blake (Shirley Temple), de seis años, y su madre viuda, Mary (Lois Wilson), una criada, viven en la casa de sus empleadores, la rica y mezquina familia Smythe, Anita (Dorothy Christy), J. Wellington (Theodore von Eltz) y su hija consentida, Joy (Jane Withers). Después de la mañana de Navidad, Shirley viaja al aeropuerto para visitar a los amigos piloto de su difunto padre. Los aviadores la llevan a bordo de un avión y la llevan por las pistas de aterrizaje mientras ella les da una serenata con una interpretación de «On the Good Ship Lollipop».
El conflicto empieza cuando Mary muere en un accidente de tráfico. Loop (James Dunn), uno de los pilotos y padrino de Shirley, lleva a Shirley en un avión. Dice que ella está en el cielo y que su madre ahora está allí. Cuando los Smythes se enteran de la muerte de Mary, planean enviar a Shirley a un orfanato. Para recaudar dinero para los honorarios de los abogados, Loop acepta a regañadientes un contrato lucrativo para entregar un artículo en avión, a través del país a Nueva York durante una tormenta peligrosa. Sin que él lo supiera, la pequeña Shirley se escapa de la casa de los Smythe, encontra su avión en el aeropuerto y se esconde en el interior. Cuando su avión pierde el control en la tormenta en el desierto, se lanzan en paracaídas al suelo juntos y finalmente son rescatados. El impasse sobre la custodia se resuelve cuando Loop, su exprometida, Adele (Judith Allen), el tío Ned y Shirley deciden vivir juntos.

## Reparto
- Shirley Temple como Shirley Blake, una niña de 6 años que es hija de Mary Blake;
- James Dunn como James «Loop» Merritt, un hombre de 33 años que es piloto soltero y padrino de Shirley;
- Lois Wilson como Mary Blake, una mujer de 40 años que es viuda, madre de Shirley y sirvienta en la casa de la familia Smyth;.
- Judith Allen como Adele Martin, una socialite, la prometida separada de Loop;
- Charles Sellon como el tío Ned Smith, el malhumorado patriarca de los Smythes;
- Theodore von Eltz como J. Wellington Smythe, un hombre de 41 años que es un nuevo rico altivo;
- Dorothy Christy como Anita Smythe, una mujer de 28 años que es la esposa de Smythe;
- Jane Withers como Joy Smythe, una niña de 8 años que es la hija de siete años malcriada y desagradable de J. Wellington y Anita;
- Brandon Hurst como Higgins, el mayordomo de los Smythes;
- Jane Darwell como Elizabeth Higgins, la cocinera de los Smythes;
- Walter Johnson como Thomas, el chófer de los Smythes;
- George Irving como el juez Thompson;
- Terry como Rags, el perro de Loop.

## Producción
American Airlines y Douglas Aircraft Company, reconociendo el potencial de la película en la publicidad de viajes aéreos, cooperaron en la producción y distribución. Proporcionaron un avión DC-2, designado «A-74», para las tomas exteriores, mientras que se proporcionó una maqueta a escala real para las escenas interiores. Un biplano de transporte Curtiss T-32 Condor II para 12 pasajeros, designado «Condor 151», con los primeros colores de American Airlines (y Air Mail), también aparece en escenas prominentes. En la famosa escena de «Good Ship Lollipop», miembros del equipo de fútbol de la Universidad del Sur de California actuaron como extras. En la segunda escena de vuelo en la que el personaje de Temple se escabulle a bordo del avión y se vieron obligados a salir de él, tanto Temple como Dunn fueron atados a un arnés que se subió a las vigas del estudio. Se suponía que debían descender con la ayuda de una máquina de viento. En la primera toma, alguien abrió inadvertidamente una puerta a prueba de aire justo cuando aterrizaba, creando un vacío que succionó el paracaídas y los arrastró a ambos por el piso del estudio. Marilyn Granas sirvió como suplente de Temple como lo había hecho en sus películas anteriores. Más tarde sería reemplazada por Mary Lou Isleib, quien permanecería como suplente de Temple durante el resto de sus trabajos hechos en 20th Century Fox.

## Premios y honores
Temple recibió un Óscar en miniatura el 27 de febrero de 1935 por sus contribuciones al entretenimiento cinematográfico en 1934, principalmente por Dejada en prenda y Ojos cariñosos. Fue la primera actriz infantil en recibir un Premio de la Academia.
La película es reconocida por el American Film Institute en estas listas:
- 2004: Anexo:AFI's 100 años... 100 canciones:	
  - «On the Good Ship Lollipop» – #69[4]

## Banda sonora
- «On the Good Ship Lollipop» (1934) (sin acreditar)
  - Música de Richard A. Whiting
  - Letras de Sidney Clare
- «Silent Night» (1818) (sin acreditar)
  - Música de Franz Xaver Gruber
  - Letras de Joseph Mohr
- «The Man on the Flying Trapeze» (1867) (sin acreditar)
  - Música de Gaston Lyle
  - Letras de George Leybourne
  - Cantado a cappella por Charles Sellon
- «Jingle Bells» (1857) (sin acreditar)
  - Música de James Pierpont